# النيازك في عمان

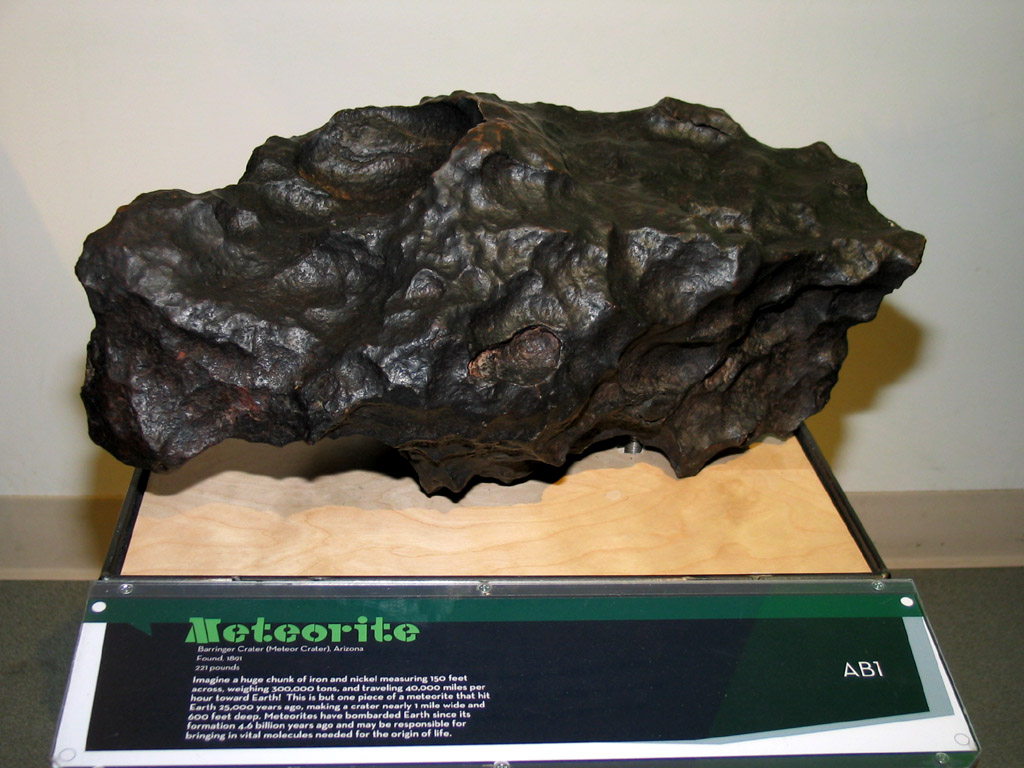
نموذج نيزك.

تعتبر سلطنة عُمان ثالث دولة في العالم من حيث وفرة النيازك على أراضيها حسب احصائيات جامعة واشنطن. ويقدّر العلماء تدفق النيازك على أراضي سلطنة عُمان بما يقارب 11 إلى 36 نيزكاً سنوياً. وقبل عام 2000 لم يكن هناك سوى بضعة نيازك معروفة في عُمان، ثم كشفت مجلة ميترولوجيكال بوليتن The Meteorological Bulletin نبأ العثور على 39 نيزكاً في السلطنة.

## تعريف النيازك
تُعرّف النيازك بأنها صخور مصدرها الرئيس حزام الكويكبات الذي يقع بين المريخ والمشتري. ويأتي بعض آخر من النيازك من المريخ وربما القمر.
تسقط النيازك على الأرض عندما يتقاطع مدارها حول الشمس مع مدار الأرض. وحينئذٍ تقترب من الأرض، فتقع تحت تأثير جاذبيتها. وتخترق النيازك الغلاف الغازي للأرض بسرعة تراوح بين 10 إلى 30 كيلومتراً في الثانية، ما يعرّضها للتآكل بسبب احتكاكها بالهواء. ويتلاشى بعضها كلياً قبل ارتطامه بسطح الأرض.

## أماكن انتشارها
وتنتشر النيازك في الصحراء الممتدة بين المنطقة الوسطى ومحافظة ظفار في جنوب عُمان. وتشير آخر إحصائية إلى أن عدد العينات النيزكية التي عثر عليها في السلطنة حتى كانون الثاني يناير الماضي بلغ 2892 عينة تزن 8 آلاف كيلو غرام تقريباً، بعد أن كان عدد تلك العيّنات 1805 عيّنة في عام 2007.

## طرق جمعها والقيود المفروضة على ذلك
ويأتي صائدو النيازك إلى عُمان تحت واجهة أنهم سيّاح. ويدخلون من طريق بعض المنافذ البرية بسيارات مستأجرة، ما يصعّب ضبطهم من قِبل الجهات الأمنية. وفي المقابل، اشترطت الحكومة العمانية الحصول على تصريح من الوزارة لإخراج أي نوع من الصخور جواً، ما ساهم في الحدّ من تهريب النيازك. وهناك توجه في سلطنة عُمان لتعديل التشريعات المتصلة بالنيازك، مع تشديد الغرامات والعقوبات على مُهرّبيها.

## أنواعها وتصنيفاتها
وتصنّف النيازك إلى ثلاث مجموعات رئيسية هي الصخرية والحديدية والخليط من النوعين السابقين. وتتفرع من هذه المجموعات أنواع أخرى. وتعتبر النيازك الصخرية الأكثر شيوعاً بالنسبة لتلك التي عُثر عليها بعد مشاهدة سقوطها، حيث تشكّل 94 في المئة من قطع النيازك، فيما تمثّل النيازك الحديدية 5 في المئة، ونيازك الخليط من الحديد والصخر 1 في المئة من النيازك التي تم العثور عليها.

## التعاون العماني-السويسري في هذا المجال
تتولى المديرية العامة للمعادن في وزارة التجارة والصناعة العُمانية تنفيذ مشروع للبحث عن النيازك. وتعاونت مع متحف التاريخ الطبيعي في سويسرا لدراسة نيازك السلطنة وتحديدها وتوثيقها وتصنيفها. وبدأ العمل في هذا المشروع عام 2002.
وعمل الفريق المشترك على إجراء تحاليل كيماوية وفيزيائية لهذه النيازك قبل إعادتها إلى السلطنة. ويضم مقر وزارة التجارة بعضاً منها، بينها نيزك عثر عليه في المنطقة الوسطى، تزن أكبر قطعة منه حوالى 100 كيلو غرام. وعندما جُمِعت قطعه التي كانت متبعثرة على مساحة 50 كيلومتراً، وصل وزنه الإجمالي إلى قرابة 500 كيلوغرام. وتعمل السلطنة على إنشاء مختبر للمعادن، للمساهمة في فحص النيازك وقِطعها. وسيحتفظ هذا المختبر ببعض النيازك، فيما يُعرض الآخر في"متحف التاريخ الطبيعي"، خصوصاً العيّنات الآتية من القمر والمريخ.
حسب الاتفاقية التي وقعت مع المتحف الطبيعي السويسري فإن النيازك التي يتم جمعها تجرى عليها التحاليل الكيميائية والفيزيائية اللازمة لتصنيفها ومعرفة عمرها وبعد الانتهاء من ذلك يتم إرجاعها لسلطنة عُمان.